# Sarkadkeresztúr
Sarkadkeresztúr is een plaats (község) en gemeente in het Hongaarse comitaat Békés. Sarkadkeresztúr telt 1877 inwoners (2002).